# Xã Elkins, Quận Washington, Arkansas
Xã Elkins (tiếng Anh: Elkins Township) là một xã thuộc quận Washington, tiểu bang Arkansas, Hoa Kỳ. Năm 2010, dân số của xã này là 2.648 người.